# Farrell (Misisipi)
Farrell es un lugar designado por el censo ubicado en el condado de Coahoma en el estado estadounidense de Misisipi. En el año 2010 tenía una población de 218 habitantes.

## Geografía
Farrell se encuentra ubicado en las coordenadas 34°15′51″N 90°40′20″O / 34.26417, -90.67222.